# 畑岡宏光
畑岡宏光（はたおかひろみつ、1971年（昭和46年）12月20日 - ）は、日本の企業家、投資家。有限会社自由人代表取締役社長。

## 経歴
1971年12月 - 兵庫県神戸市に生まれる。
2000年6月 - ヤフーオークションで転売を始める。
2002年8月 - ヤフーオークションでコンテンツ販売を始める。
2004年11月 - コンテンツ販売プラットフォームのインフォストア創業。
2005年7月 - 有限会社自由人を設立し、代表に就任。
2006年1月 - アフィリエイト塾：第１期開催。
2006年7月 - アフィリエイト塾：第２期開催。
2009年2月 - 投資補助ツール販売開始。
2012年4月 - SNSアフィリエイト開始。

## 人物
地元の大学を卒業後、東京都内のIT企業に就職。
サラリーマンでは経済的自由や時間的自由はもちろん、精神的自由も得られないことに気付き、ハイブランドをオークションでの転売で副業を実践。
1年余りで収入の流れを複数生み出し、自らの給与所得の数倍を稼ぎ出す。
情報販売は2002年8月より開始。
2003年7月よりメールマガジンを発行、メールマガジンを起点としたキャッシュポイントを複数作る。
また、メルマガをきっかけに出会った人は15年間で1万名以上。
現在も複数の企業、プロジェクトを精力的に立ち上げ稼働中。

## 著書
- 畑岡宏光のメルマガウハウハモード: 無料メルマガを使い１８０日で人生を変えた方法（畑岡宏光出版 2021/2）
- 畑岡宏光の起業日記：失敗談から学ぶ２０年以上経営を続けるためのコツ（畑岡宏光出版 2021/4）
- トップたちの新人時代（青月社編集部　2013/4/19）

## 雑誌
- 月間ネットショップ&アフィリ 2005年12月
- CIRCUS 2006年4月
- 月間ネットマネー 2006年6月
- SPA! 2006年7月4日
- SPA! 2006年9月26日